# Lilija Łobanowa
Lilija Ołeksandriwna Łobanowa (ukr. Лілія Олександрівна Лобанова, z domu Piluhina; ur. 14 października 1985 w Woroszyłowgradzie) – ukraińska lekkoatletka specjalizująca się w biegach sprinterskich i średniodystansowych, olimpijka. 

## Kariera sportowa
Na arenie międzynarodowej odniosła następujące sukcesy:
| Rok  | Miejsce  | Zawody                      | Konkurencja        | Pozycja       | Wynik   |
| ---- | -------- | --------------------------- | ------------------ | ------------- | ------- |
| 2004 | Grosseto | mistrzostwa świata juniorów | bieg na 400 m      | 8. miejsce    | 53,82   |
| 2005 | Madryt   | halowe mistrzostwa Europy   | sztafeta 4 × 400 m | 4. miejsce    | 3:31,67 |
| 2005 | Helsinki | mistrzostwa świata          | sztafeta 4 × 400 m | 5. miejsce    | 3:28,00 |
| 2005 | Izmir    | letnia uniwersjada          | sztafeta 4 × 400 m | brązowy medal | 3:28,23 |
| 2011 | Shenzhen | letnia uniwersjada          | bieg na 800 m      | brązowy medal | 2:00,42 |
| 2012 | Helsinki | mistrzostwa Europy          | bieg na 800 m      | brązowy medal | 2:01,29 |

W 2012 r. uczestniczyła w letnich igrzyskach olimpijskich w Londynie – wystartowała w jednym z eliminacyjnych biegów na 800 metrów, jednakże biegu nie ukończyła. 
Pięciokrotna mistrzyni Ukrainy: na stadionie (2013 – w biegu na 800 m i sztafecie 4 × 400 m) oraz w hali (2006 – w biegu na 400 m; 2011 – w biegu na 800 m; 2020 – w sztafecie 4 × 400 m).

## Rekordy życiowe
- na stadionie

- bieg na 200 m – 23,90 (3 czerwca 2005, Kijów)
- bieg na 400 m – 51,85 (24 czerwca 2005, Mińsk)
- bieg na 800 m – 1:58,30 (31 maja 2011, Jałta)
- sztafeta 4 × 400 m – 3:26,72 (19 czerwca 2005, Florencja)

- w hali

- bieg na 400 m – 53,34 (23 lutego 2006, Sumy)
- bieg na 800 m – 2:02,38 (17 lutego 2011, Sumy)
- sztafeta 4 × 400 m – 3:31,67 (6 marca 2005, Madryt)